# Nell Fortner
Nell Ann Fortner (Jackson, 3 marzo 1959) è un'ex cestista e allenatrice di pallacanestro statunitense, professionista nella WNBA.

## Carriera
Ha guidato gli Stati Uniti ai Campionati mondiali del 1998 e ai Giochi olimpici di Sydney 2000.